# Fernsehturm Vilnius
Der Fernsehturm Vilnius (lit.: Vilniaus televizijos bokstas) ist ein 326,47 Meter hoher Sendeturm für die Verbreitung von UKW und TV-Programmen in Vilnius, der litauischen Hauptstadt. Der Fernsehturm Vilnius besitzt in 165 Metern Höhe eine für den Publikumsverkehr geöffnete Aussichtsplattform und liegt rund drei Kilometer westlich vom Stadtzentrum entfernt und liegt linksseitig der Neris. Der Fernsehturm wurde jährlich im Durchschnitt von rund 120.000 Menschen besucht.

## Geschichte

### Baugeschichte
Baubeginn des Stahlbetonturms war am 24. April 1974 und erfolgte auf dem Hügel Karoliniškės, da er rund 60 Meter höher als die Altstadt liegt. Für die Gründung des Turms wurde ein Fundament von 38 Metern Durchmesser und 8,25 Metern Tiefe ausgehoben. Der Betonblock aus Stahlbeton weist unten einen Durchmesser von 15 Metern auf und verjüngt sich auf 8 Meter. Nach diesen Arbeiten begannen im Frühjahr 1975 die Betonarbeiten am Turmschaft. Im Februar 1978 wurden die Arbeiten am Turmkorb begonnen. Für das Drehrestaurant wurden 30 spezielle Stahlelemente vorgefertigt. Die Eröffnung erfolgte am 30. Dezember 1980.

### Seit Eröffnung
Ein älterer Sendeturm wurde im September 1985 rückgebaut.
Während der Loslösung der baltischen Republiken von der Sowjetunion wurde der Fernsehturm Vilnius zum Schauplatz blutiger Auseinandersetzungen. Am 13. Januar 1991 (Januarereignisse in Litauen 1991) rollten sowjetische Panzer nach Vilnius ein und wollten neben dem Parlament auch den Fernsehturm besetzen. Mehrere Zivilisten, die eine Menschenkette um den Turm bildeten, wurden von den Panzern überrollt. Ihnen zu Ehren wurde am Fuße des Turms eine Gedenkstätte errichtet. Ihre Gräber befinden sich auf dem Friedhof Antakalnis.
Zu Weihnachten wurde der Turm in den Jahren 1999 bis 2013 mit über 25.000 Glühlämpchen als „größter Weihnachtsbaum der Welt“ geschmückt. Diese Aktion fand einen Eintrag im Guinness-Buch der Rekorde.